# ادیاکولام
ادیاکولام (به لاتین: Adiyakulam) یک منطقهٔ مسکونی در سری‌لانکا است که در استان شمالی (سری‌لانکا) واقع شده‌است.